# Бачаньи, Янош
Я́нош Бача́ньи (венг. Batsányi János; 9 мая 1763, Тапольца — 12 мая 1845, Линц) — венгерский поэт-разночинец.

## Биография
Бачаньи находился на государственной службе с 1785 года, и в том же году была опубликована его первая поэма «Мужество венгров». В 1788—1792 годах Бачаньи участвовал в издании литературного журнала «Венгерский музей» вместе с Казинци и Бароти и написал ряд патетических поэм, в которых воспевал Французскую революцию и «свободу всех народов». В 1794 году за «участие в заговоре» был арестован и препровождён в крепость Шпильберк. В 1803 году получил помилование и переехал в Вену, где работал в банке. Там же в 1805 году женился на австрийской поэтессе Габриэле фон Баумберг.
После того, как в 1809 году Бачаньи перевёл на венгерский язык прокламацию Наполеона, он считался в Австрийской империи его сторонником и в целях безопасности переехал в Париж. После поражения Наполеона Бачаньи был выдан Австрии, где сначала помещён в венскую тюрьму, а затем отправлен в ссылку в Линц, куда его сопровождала его супруга. Бачаньи умер в Линце в 1845 году.